# Brassica nigra
La senape nera o cavolo senape-nera (Brassica nigra (L.) W.D.J. Koch, 1833) è una pianta erbacea, annuale, della famiglia delle Brassicacee.

## Distribuzione e habitat
Diffusa in Europa centrale e meridionale, Nordafrica e nell'Asia occidentale; in Italia si trova diffusa in tutte le regioni, cresce nei campi e nei ruderati.

## Descrizione
Pianta glabra o quasi, solo sui rami e sui picciuoli si può trovare qualche setola.

### Radice
Corta, gracile e di colore bianco.

### Fusto
Pianta con fusto alto dai 50 cm ai 120 cm, solcato angoloso, fistoloso, semplice o ramificato, con rami alterni.

### Foglie
Le foglie sono tutte picciolate, ruvide; le inferiori, grandi e pennatosette, con lacinie ovato oblunghe, col segmento centrale vistosamente più grande dei 2-4 laterali, tutti irregolarmente dentati; le superiori lanceolato allungate, intere, ma a margine superficialmente ed irregolarmente dentellato, comunque con intaccature sempre meno profonde.

### Fiore
Fiori tetrameri, regolari e piccoli; inizialmente l'infiorescenza è corimbiforme e con l'allungarsi dell'asse si trasforma in un racemo che compone una pannocchia ampia e rada. Il peduncolo è lungo 2–3 mm; i sepali liberi sono verde chiaro e patenti; la corolla gialla, larga meno di 1 cm è formata da 4 petali interi disposti a croce alterni coi sepali. L'androceo ha 6 stami, dei quali i due laterali più brevi; tutti hanno filamenti liberi e sottili con antere oblunghe e biloculari. Gineceo con ovario oblungo e biloculare, formato da due carpelli saldati sui margini, colla cavità divisa da un segmento membranaceo e sormontato da un breve stilo con stimma capitato, bilobo.

### Frutti
La siliqua più o meno addossata al rachide è lunga 2 cm circa; terminata in un rostro lungo 2–3 mm è molto stretta e a sezione quasi quadrangolare, per la presenza sul dorso delle valve di un nervo mediano grosso e sporgente contenente numerosi semi. Ha i semi in una sola serie per loggia.

### Semi

Seme al microscopio

Sono piccoli, più lunghi che larghi, di diametro di 1-1,5 mm. Hanno colorazione bruno-rossastra, più o meno scura; la tonalità del colore può variare anche sulla stessa pianta. Esternamente hanno un reticolo formato da creste sottilissime che difficilmente si riesce a distinguere ad occhio nudo.

## Moltiplicazione
È principalmente propagata per seme.

## Principi attivi
I semi contengono un alcaloide, la sinapina, e un glucoside, la sinigrina.

## Usi
I semi mischiati con il miele sono molto utilizzati nelle zone dell'Europa dell'est come lenitivo della tosse. In passato, prima dell'avvento della medicina moderna, era molto diffuso l'uso dei senapismi per trattare le infezioni dell'apparato respiratorio. Si preparavano mischiando farine di semi di senape e acqua, facendone un cataplasma. Questo cataplasma era applicato sul petto o sulla schiena e lasciato finché la persona non avvertiva una sensazione di bruciore.
I semi hanno inoltre proprietà revulsive. Se ingerita o inalata in polvere la senape è tossica, con infiammazione del tubo gastroenterico, con gravi lesioni all'apparato uropoietico con albuminuria, ematuria, irritazione vescicale, dà crampi ed eccitazione generale fino alla paralisi dei centri nervosi.

### Alimentazione
Dai suoi semi si ricava la senape nera, salsa di condimento dal sapore aspro e piccante.